# Borowce (chemia)
| Grupa → | 13 IIIA |
| ↓ Okres |         |
| ------- | ------- |
| 2       | 5 B     |
| 3       | 13 Al   |
| 4       | 31 Ga   |
| 5       | 49 In   |
| 6       | 81 Tl   |
| 7       | 113 Nh  |

Borowce – pierwiastki chemiczne należące do 13 (daw. IIIA lub III głównej) grupy układu okresowego. Do borowców zaliczają się: bor – półmetal, metale: glin, gal, ind i tal oraz otrzymany w ilości kilkuatomowej nihon. Na powłoce walencyjnej borowców znajdują się 3 elektrony walencyjne.

Borowce
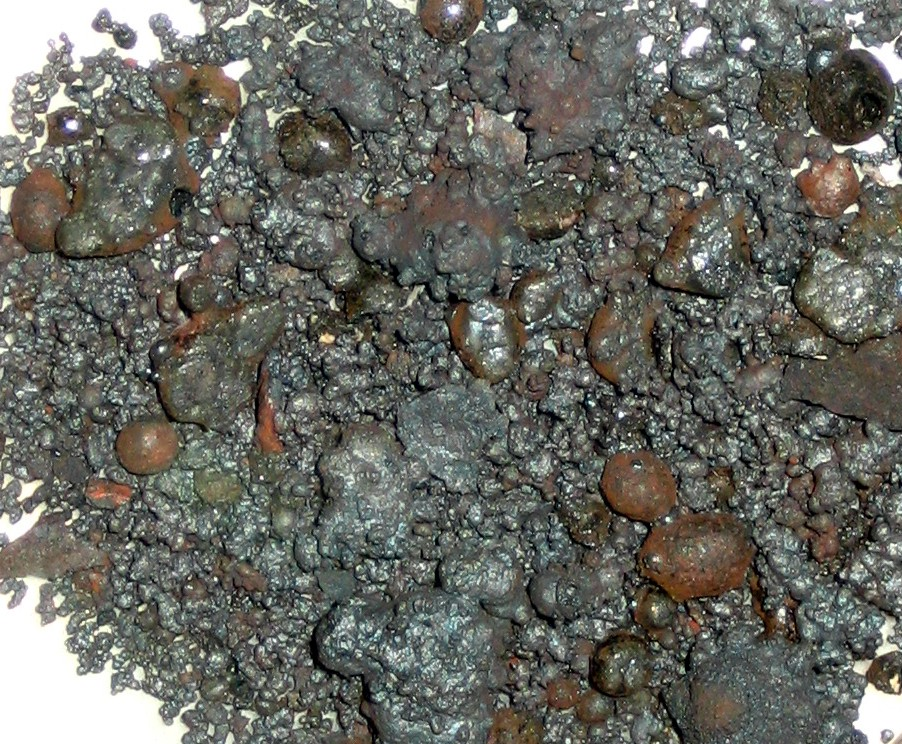
bor
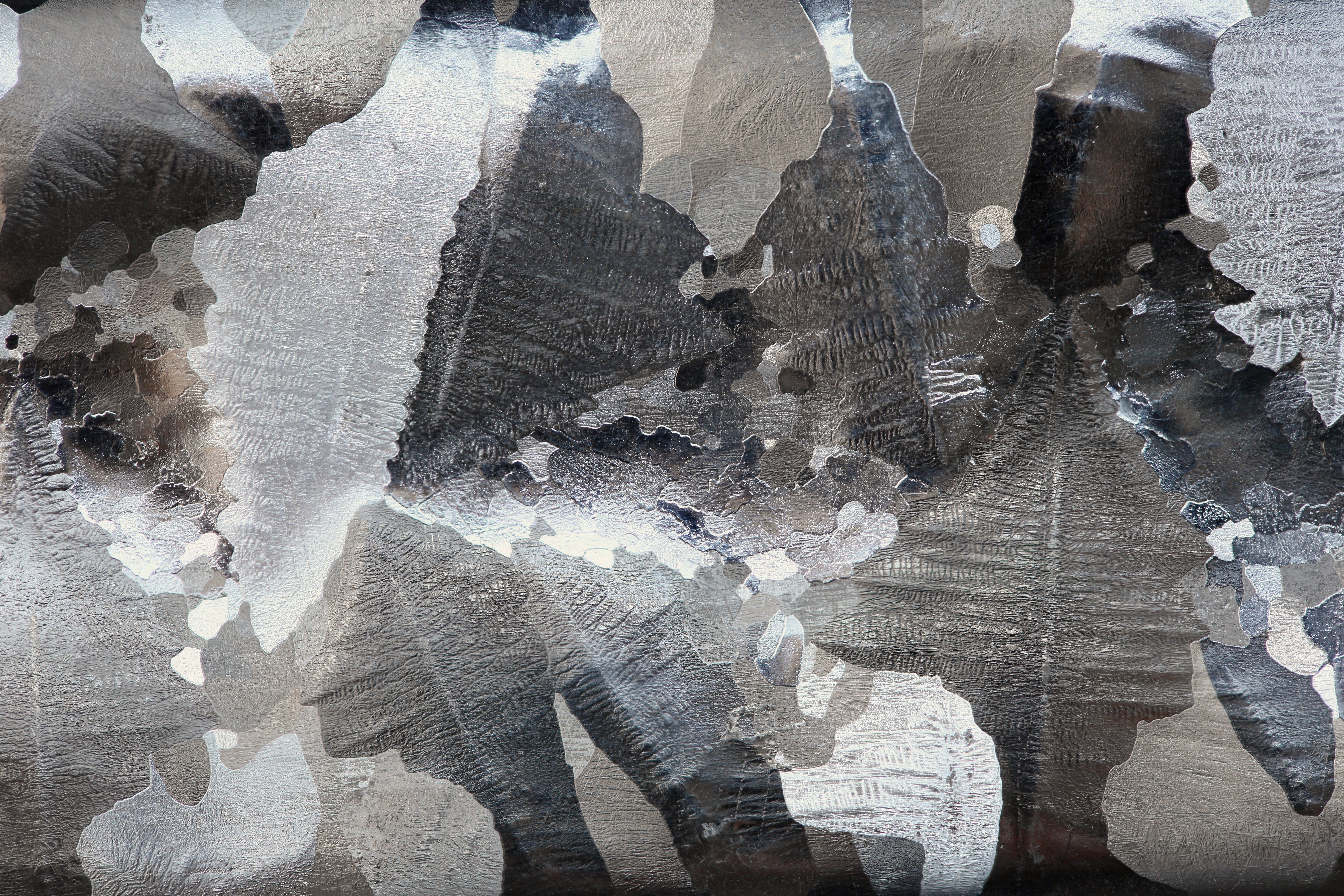
glin
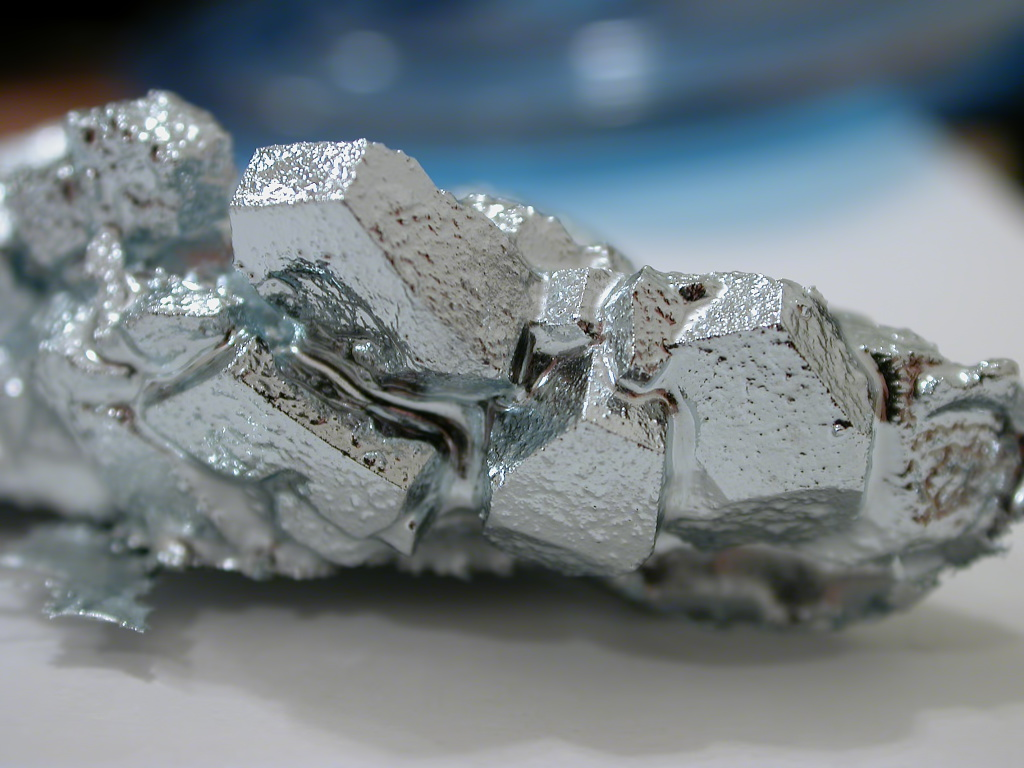
gal
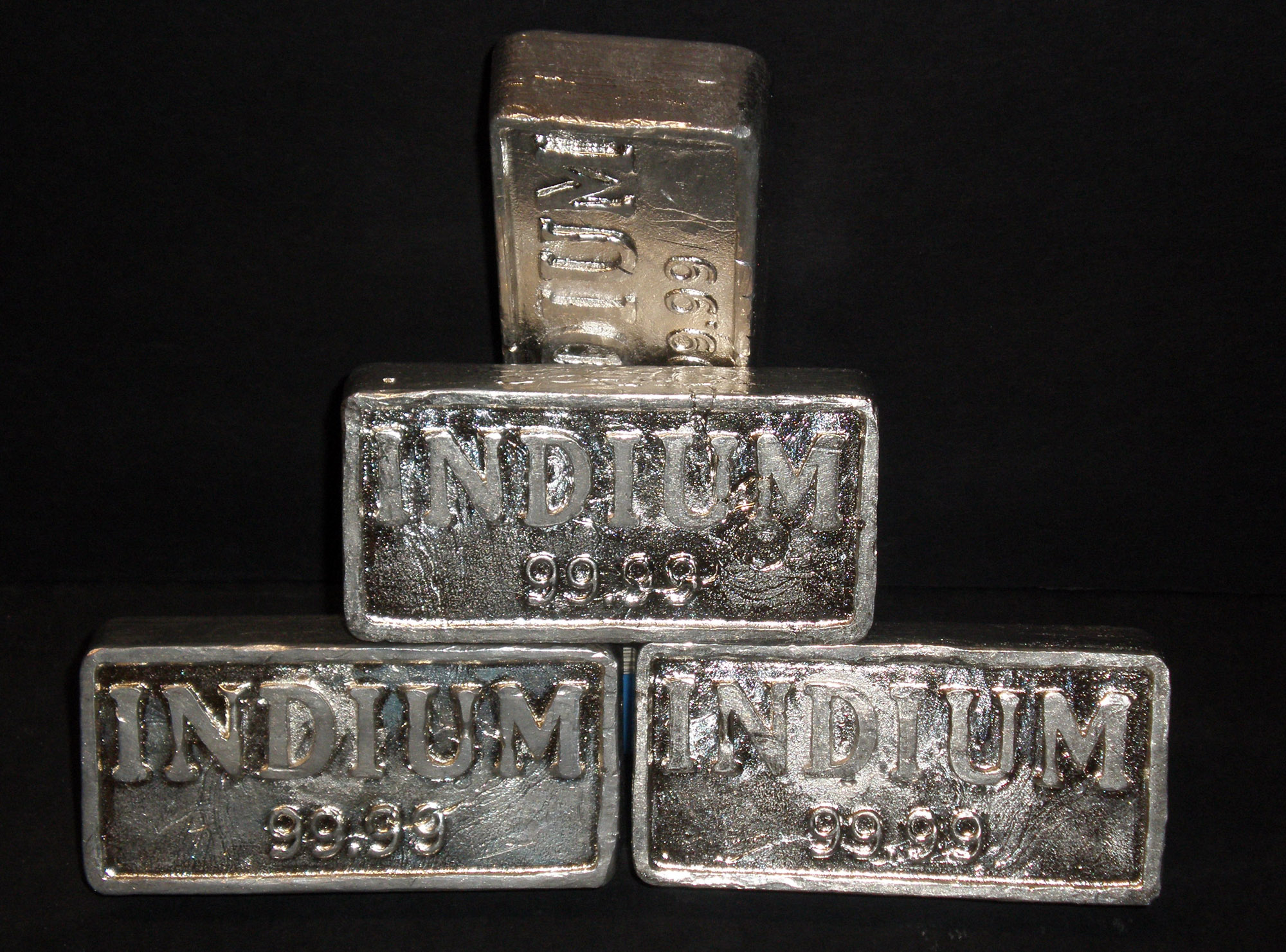
ind
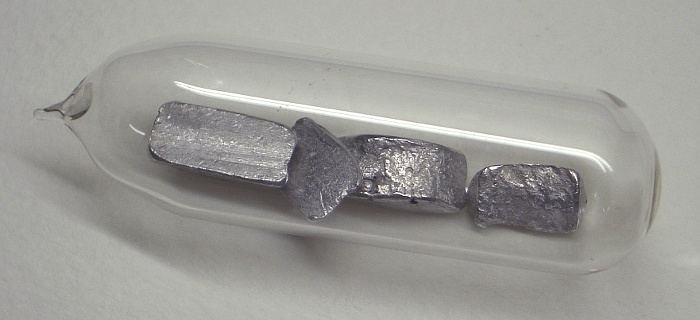
tal